# Wear level
Wear level (doslovně přeloženo „opotřebovávající úroveň“) je rozdíl mezi tovární plnou kapacitou baterie a plně nabitou baterií v momentálním stavu. Tento jev převládá u notebooků a mobilních serverů, kdy je baterie často používána, „špatně“ dobíjena a nelineárně vybíjena. Jistým „lékem“ je buďto úplné nabití a úplné vybití baterie nebo kalibrace baterie, která se většinou provádí v BIOSu.

## Jak by to mělo být
Pokud má mít Li-Ion baterie po celou svou životnost pokud možno nejnižší wear level, je třeba dodržovat následující pravidla.
- Baterii udržovat mezi 30 % až 85 % nabití (může být třeba i 10 až 90 %, ale standardně by se neměla úplně vybíjet).
- Pokud se ví, že baterie nebude dlouhou dobu používána, je vhodné ji vybít na 40% a následně vytáhnout z přístroje.
- Baterie by nikdy neměla být úplně vybitá – pro baterii typu Li-Ion je to to nejhorší, co lze udělat.

## Nejčastější příčiny
Nejčastější příčinou problémů je právě špatné dobíjení, dokonce i dlouhá nepoužívanost baterie; v jistých případech také to, že je přístroj stále zapojen v elektrické síti.

## Běžná úroveň
U běžně používaných a kalibrovaných baterií se wear level pohybuje přibližně na 5–6 %, to znamená, že při koupi baterie o kapacitě 64500 mWh je běžně použitelné jen 61275 mWh.